# Absentizem
Absentizem kot pojem izhaja iz latinske besede ''absens'', kar pomeni izostanek ali odsotnost (SSKJ). Florjančič, Ferjan in Bernik (1999; v Zupanc, 2011) navajajo, da absentizem pomeni celotno neprisotnost na delovnem mestu. Sem štejemo izostanke, zamude, izhode, odsotnost z dela na delu. Evropska fundacija za izboljšanje življenjskih in delovnih razmer(1997; v Blatnik, Marinšek in Tušak, 2016) opredeljuje absentizem kot začasno, dolgotrajno ali stalno nezmožnost za delo. Florjančič (1994; v Blatnik, Marinšek in Tušak, 2016) dodaja, da pri spremljanju absentizma navadno opazujemo le celodnevne izostanke, ker praviloma v organizacijah nimamo uvedenega načina spremljanja izostanka v povezavi s prisotnostjo na delu.
Friedl (1990; v Blatnik, Marinšek in Tušak, 2016) ugotavlja, da lahko absentizem pojmujemo tudi kot odsotnost, ko je delavec na delovnem mestu prisoten, vendar je njegova učinkovitost glede na njegove delovne naloge minimalna (npr. delavec sploh ne dela, če ga nadrejeni ne nadzira; predolgo se zadržuje v prostorih za skladiščenje; ko konča svoje delo, obstane na mestu kot robot; svojega dela ne more opravljati, ker je zanj prezahtevno).
Kljub različnim definicijam absentizma, je bistvo vseh, da pojav lahko vpliva na zmanjšanje sposobnosti organizacije pri doseganju ciljev. Nekatere pojavne oblike absentizma, kot so odmori med delovnim časom ali letni dopust, zaposleni koristijo vsako leto, saj je njihovo minimalno trajanje določeno z zakonom. Večina ostalih oblik odsotnosti z dela pa je odločitev zaposlenih na podlagi različnih objektivnih ali subjektivnih razlogov (Blatnik, Marinšek in Tušak, 2016).

## Proučevanje absentizma
Proučevanje absentizma je razmeroma novo. V svetu se je začelo šele po letu 1940, med drugo svetovno vojno. Prva brošura, z naslovom ''The recording of sickness absence in industry'', je bila objavljena v Veliki Britaniji leta 1944. Podobno delo je istega leta izšlo še v ZDA (Šeško, 1984; v Blatnik, Marinšek in Tušak, 2016). Absentizem je v tistem času predstavljal velik problem zaradi pomanjkanja delovne sile ter zaradi stroškov (Friedl, 1990; v Blatnik, Marinšek in Tušak, 2016). Četrt stoletja po tem se je začelo proučevanje absentizma kot proučevanje nesreč pri delu. Nesreče so vedno predstavljale resen problem v industrijskem delu, izostanki pa so se začeli pojavljati šele, ko se je začelo masovno pojavljati pomanjkanje delovne sile (Šeško, 1984; v Blatnik, Marinšek in Tušak, 2016).
Absentizem je oblika vedenja, ki ga je zelo težko preučevati, saj je posledica številnih dejavnikov, ki pa se navzven kažejo kot enoten proces (Johns, 2003; v Blatnik, Marinšek in Tušak, 2016).
Pri absentizmu ločimo proučevanje v ožjem in širšem smislu. V širšem smislu je proučevanje absentizma omejeno na opravičene in neopravičene izostanke z dela, v ožjem smislu pa gre za izostanke z dela zaradi bolezni, za katerega se uporablja izraz ''zdravstveni absentizem''. Med opravičene izostanke z dela štejemo redne letne dopuste, študijske dopuste, izredne dopuste ipd. Med neopravičene izostanke z dela pa zamujanje na delo, neopravičene izhode med delovnim časom, neopravičene celodnevne izostanke, ipd. (Bernik, Florjančič in Rajkovič, 2003a; v Zupanc, 2011).
Kot pravijo Bernik, Florjančič in Rajkovič (2003a; v Zupanc, 2011), pa poseben problem predstavlja tudi skriti absentizem, ki se formalno kaže kot zdravstveni absentizem in neformalno kot izostajanje z dela zaradi različnih vzrokov (neurejeni družinski odnosi, slabo finančno stanje družine, neorganizirano varstvo otrok ali tudi starejših ljudi, oddaljenost prebivališča, neustrezno varstvo pri delu, tudi slabi medsebojni odnosi na delovnem mestu, slaba motivacija in stimulacija, neusposobljenost zaposlenih, …).

## Zdravstveni absentizem in prezentizem

### Zdravstveni absentizem
Velik problem za delodajalca je zdravstveni absentizem, saj gre za nepredviden izostanek od dela (Zupanc, 2011). Pojmi ''zdravstveni absentizem'', ''začasna zadržanost od dela iz zdravstvenih razlogov'', ''bolniški stalež'' in ''bolniška'' so sinonimi in označujejo čas, ko zaposleni ne dela. Vzrok so lahko bolezni, poškodbe ali nega družinskega člana, pri čemer naj bi njegova nezmožnost za delo (ali zmanjšana delovna sposobnost) trajala omejen čas (Vučković, 2010). Zdravstveni absentizem je pravica zaposlenih, hkrati pa predstavlja tudi enega od negativnih kazalnikov zdravstvenega stanja zaposlenih (Šprah in Dolenc, 2014). Pravico do odsotnosti od dela z nadomestilom plače v primerih začasne nezmožnosti za delo zaradi bolezni ali poškodbe in v določenih drugih primerih določa Zakon o delovnih razmerjih. Pravica do nadomestila in njena podrobnejša opredelitev v breme Zavoda za zdravstveno zavarovanje Slovenije je dodatno določena z Zakonom o zdravstvenem varstvu in zdravstvenem zavarovanju ter  v nekaterih z njim povezanih predpisih (Vučković, 2010).

#### Zdravstveni absentizem v Sloveniji
Slovenija sodi v skupino držav, ki so ugodne za zavarovane osebe v bolniškem staležu. Višina nadomestil za odsotnost z dela je med najvišjimi v Evropi, poleg tega pa tudi ni zakonske omejitve trajanja bolniškega staleža (Švab, 2009). V Sloveniji je letno izgubljenih od 10 do 11 milijonov delovnih dni, kar pomeni, da iz dela dnevno izostane okoli 38.500 ljudi. Absentizem se razlikuje po regijah in je odvisen od gospodarske razvitosti regije, strukture gospodarstva in kulturoloških navad (INODEL, b.d.). V letu 2007 je bilo v Sloveniji povprečno število dni odsotnosti na zaposlenega v obdobju enega leta 30,7. Povprečno število dni odsotnosti v vseh državah Evropske unije je bilo 20,2, pri čemer je povprečje odsotnih dni najvišje na Portugalskem (64,8 dni), najnižje pa na Malti (9,6 dni). Najpogostejši vzrok zdravstvenega absentizma v Sloveniji letu 2007 so bile bolezni mišic, kosti in veziva; poškodbe in zastrupitve zunaj dela; bolezni prebavil, ustne votline, žlez slinavk; poškodbe in zastrupitve zunaj dela in zapleti v nosečnosti, pri porodu in po njem (Švab, 2009).

### Prezentizem
Pomembno je omeniti še izraz zdravstveni prezentizem. Gre za pojav, ko zaposleni prihaja na delovno mesto kljub bolezni, ki je izražena do te mere, da ne zmore več učinkovito opravljati svojega dela. Posledice so zmanjšana storilnost in učinkovitost, izgorelost ter daljši in tudi manj ugoden potek zdravljenja (Šprah in Dolenc, 2014).

## Dejavniki in vzroki absentizma in zdravstvenega absentizma
Odsotnost je v splošnem obravnava kot negativna oblika vedenja, zato ljudje niso vedno iskreni o količini odsotnosti ter o vzrokih zanjo. Posledično vzroke za odsotnost običajno pripisujejo dejavnikom, na katere ne morejo imeti vpliva (Johns, 1987; v Blatnik, Marinšek in Tušak, 2016).
Prav tako so vzroki odsotnosti delavcev z dela številni in medsebojno vplivajo drug na drugega. Zaradi medsebojnega vpliva jih je težko ločiti in ugotavljati njihov posamični vpliv (Zupanc, 2011). Florjančič in sodelavci (1999; v Zupanc, 2011) so vzroke absentizma razdelili v tri velike skupine:
- Situacije na delovnem mestu,
- Socio-ekonomski pogoji družbe in okolja,
- Osebni problemi posameznega delavca.

Merkač-Skok (2005; v Zupanc) pa je vzroke delila na objektivne in subjektivne. Objektivni vzroki so lahko pravni, ekonomski ali geografski in za katere velja, da na njih načeloma ne moremo vplivati. Subjektivni vzroki so psihične ali socialne narave in posledično lahko vplivamo nanje. 
Čuk (196  Nekatere  infekcijske in parazitarne bolezni (A00-B99) 6) pa pri absentizmu navaja naslednje pomembne vzroke:
- Zaposlenost ljudi: Ta je povezana z občutkom varnosti pri delu. V organizaciji, kjer odpustijo neko število delavcev in je zaposlitev pod vprašajem, pade absentizem na minimalno raven, saj si delavci skušajo povečati možnost za nadaljnji obstoj v organizaciji. V nasprotnem primeru, ko je na razpolago veliko delovnih mest in je možnost druge zaposlitve velika, pa postane delovna disciplina ohlapna. Delavci imajo občutek gotovosti zagotavljanja odprtih možnosti za zaposlitev in se zato izostankov pogosteje poslužujejo.

- Zadovoljstvo z dohodki: izostanki so pogostejši takrat, ko so osebni dohodki prenizki in so kot taki povezani z delovno moralo.
- Spol in družinska odgovornost: pogosteje je zabeležena odsotnost pri ženskah.
- Starost: vpliva različno, in sicer so pri mlajših zaposlenih izostanki pogosti zaradi neprilagojenosti na delovno mesto, pri starejših zaposlenih pa je opazno naraščanje absentizma zaradi bolezni.
- Vrsta in pogoji dela: največ izostankov je zabeleženih pri nekvalificiranih delavcih zaradi težjih pogojev dela. Za absentizem je bolj odločilna vrsta dela kot pa pogoji dela (pogojev kot so vročina, mraz, hrup, umazanija,… se delavec navadi).
- Velikost delovnih enot: velja, da je v večjih delovnih enotah absentizem večji kot v manjših, a je tudi odnos med velikostjo delovnih enot in absentizmom kompleksen. Vodenje je v majhnih delovnih skupinah bolj učinkovito, saj je možna večja kontrola nad posamezniki in posledično možnost za zmanjševanje absentizma.
- Izrazito psihološki vzroki: njihov pojav je značilen za osebe, ki imajo izrazito visok absentizem. Do obsežnosti absentizma pri teh osebah prihaja zaradi neprilagojenosti na poklic, ki ga zaposleni opravlja, zaradi zmanjšanja sociabilnosti, zmanjšane adaptiranosti na konkretno delovno situacijo, zaradi splošne čustvene nestabilnosti ali premajhne osebne konsistentnosti.

Ostali zunanji vzroki: med te se uvršča vreme, klimo nekega področja, oddaljenost od delovnega mesta, obliko organiziranosti prevoza ter stanovanjsko problematiko.
Dejavnikov, ki vplivajo na zdravstveno odsotnost z dela, je veliko. Njihova pomembnost se spreminja s časom, z ekonomskim stanjem, geografskim položajem in demografskimi razmerami (Zupanc, 2011). 
Šprah in Dolenc (2014) ločujeta štiri skupine dejavnikov, ki vplivajo na bolniško odsotnost:
-      Dejavniki, vezani na delovno organizacijo: neustrezni in nehigienski pogoji dela, ekonomski problemi, starostna struktura delavcev, struktura delavcev po kvalifikaciji, po spolu, oddaljenost od družine.
-      Nerazumevanje vodstva za probleme delavcev,
-      Dejavniki, vezani na družbo: konfliktne situacije, problemi v družini, zdravstvene službe z dolgotrajno diagnostiko, preobremenjenost zdravnikov, pomanjkanje ustreznega kadra.
-      Dejavniki vezani na delavca: medicinski vzroki in paramedicinski vzroki.
Šprah in Dolenc (2014) dodajata, da so glavni vzroki za zdravstveni absentizem povezani predvsem s psihosocialnimi tveganji:
- Dolg in naporen urnik,
- Preobremenitev zaradi velike količine dela in posledice teh dejavnikov na zasebno življenje,
- Slaba socialna in organizacijska klima v delovni organizaciji,
- Premalo sodelovanja v odločitvenih procesih,
- Pomanjkanje kontrole nad delom,
- Nejasnost in konfliktnost vlog in odgovornost do drugih zaposlenih,
- Osebnostne značilnosti zaposlenih (npr. čustvena nestabilnost, nizka želja po uspehu).

### Slovenija - najpogostejši socialno-medicinski vzroki
Najpogostejši socialno-medicinski vzrok v letu 2015 so v Sloveniji bile bolezni mišično-kostnega sistema in vezivnega tkiva, ki so v zadnjih letih prehitele poškodbe in zastrupitve izven dela. Sledijo bolezni dihal in duševne in vedenjske motnje. Na petem mestu so poškodbe in zastrupitve na delu, na šestem mestu se po številu izgubljenih delovnih dni se nahaja nega družinskega člana, neoplazme pa so sedmi najpogostejši razlog (NIJZ, 2017).
Tabela 2: Odstotek bolniškega staleža po skupinah bolezni glede na MKB-10 od leta 2000 do 2015 (NIJZ, 2017)
| | Odstotek BS (%BS) |      |      |      |      |      |      |      |      |      |      |      |      |      |      |      |
| | 2000              | 2001 | 2002 | 2003 | 2004 | 2005 | 2006 | 2007 | 2008 | 2009 | 2010 | 2011 | 2012 | 2013 | 2014 | 2015 |
| Nekatere infekcijske in parazitarne bolezni (A00-B99)                                               | 0,17              | 0,14 | 0,14 | 0,16 | 0,15 | 0,20 | 0,12 | 0,16 | 0,15 | 0,19 | 0,13 | 0,15 | 0,14 | 0,16 | 0,14 | 0,18 |
| Neoplazme (C00-D48)                                                                                 | 0,17              | 0,16 | 0,17 | 0,19 | 0,23 | 0,23 | 0,21 | 0,22 | 0,21 | 0,21 | 0,22 | 0,21 | 0,26 | 0,24 | 0,22 | 0,21 |
| Bolezni krvi in krvotvornih organov (D50-D89)                                                       | 0,02              | 0,02 | 0,01 | 0,02 | 0,02 | 0,02 | 0,02 | 0,01 | 0,01 | 0,01 | 0,01 | 0,01 | 0,01 | 0,01 | 0,01 | 0,01 |
| Endokrine, prehranske in presnovne bolezni (E00-E90)                                                | 0,05              | 0,04 | 0,05 | 0,04 | 0,05 | 0,05 | 0,04 | 0,04 | 0,03 | 0,03 | 0,03 | 0,03 | 0,03 | 0,03 | 0,03 | 0,03 |
| Duševne in vedenjske motnje (F00-F99)                                                               | 0,32              | 0,32 | 0,34 | 0,35 | 0,37 | 0,33 | 0,29 | 0,29 | 0,29 | 0,27 | 0,27 | 0,26 | 0,27 | 0,26 | 0,25 | 0,25 |
| Bolezni živčevja (G00-G99)                                                                          | 0,10              | 0,10 | 0,10 | 0,10 | 0,10 | 0,11 | 0,09 | 0,10 | 0,09 | 0,10 | 0,10 | 0,10 | 0,10 | 0,09 | 0,08 | 0,09 |
| Bolezni očesa in adneksov (H00-H59)                                                                 | 0,05              | 0,05 | 0,05 | 0,05 | 0,05 | 0,04 | 0,04 | 0,04 | 0,04 | 0,04 | 0,04 | 0,04 | 0,04 | 0,04 | 0,03 | 0,03 |
| Bolezni ušesa in mastoida (H60-H59)                                                                 | 0,03              | 0,03 | 0,03 | 0,03 | 0,03 | 0,02 | 0,02 | 0,02 | 0,02 | 0,02 | 0,02 | 0,02 | 0,02 | 0,02 | 0,02 | 0,02 |
| Bolezni obtočil (I00-I99)                                                                           | 0,23              | 0,22 | 0,23 | 0,23 | 0,25 | 0,24 | 0,20 | 0,21 | 0,21 | 0,20 | 0,19 | 0,19 | 0,21 | 0,18 | 0,16 | 0,17 |
| Bolezni dihal (J00-J99)                                                                             | 0,48              | 0,40 | 0,36 | 0,40 | 0,38 | 0,42 | 0,30 | 0,34 | 0,30 | 0,35 | 0,30 | 0,32 | 0,29 | 0,30 | 0,27 | 0,32 |
| Bolezni prebavil (K00-K93)                                                                          | 0,19              | 0,19 | 0,19 | 0,18 | 0,17 | 0,17 | 0,16 | 0,16 | 0,16 | 0,15 | 0,16 | 0,15 | 0,15 | 0,15 | 0,15 | 0,15 |
| Bolezni kože in podkožja (L00-L99)                                                                  | 0,08              | 0,08 | 0,09 | 0,08 | 0,08 | 0,07 | 0,07 | 0,07 | 0,07 | 0,06 | 0,06 | 0,06 | 0,06 | 0,06 | 0,05 | 0,06 |
| Bolezni mišičnoskeletnega sistema in vezivnega tkiva (M00-M99)                                      | 0,86              | 0,90 | 0,91 | 0,90 | 0,91 | 0,87 | 0,80 | 0,82 | 0,83 | 0,77 | 0,80 | 0,78 | 0,85 | 0,80 | 0,73 | 0,77 |
| Bolezni sečil in spolovil (N00-N99)                                                                 | 0,14              | 0,13 | 0,13 | 0,12 | 0,11 | 0,12 | 0,11 | 0,13 | 0,10 | 0,10 | 0,10 | 0,09 | 0,10 | 0,09 | 0,09 | 0,09 |
| Nosečnost, porod in poporodno obdobje (O00-O99)                                                     | 0,25              | 0,24 | 0,27 | 0,28 | 0,27 | 0,26 | 0,25 | 0,28 | 0,27 | 0,24 | 0,23 | 0,22 | 0,23 | 0,21 | 0,20 | 0,20 |
| Prirojene malformacije, deformacije in kromosomske nenormalnosti (O00-O99)                          | 0,01              | 0,00 | 0,00 | 0,01 | 0,01 | 0,01 | 0,01 | 0,01 | 0,01 | 0,01 | 0,00 | 0,00 | 0,00 | 0,01 | 0,00 | 0,00 |
| Simptomi, znaki ter nenormalni klinični in laboratorijski izvidi, ki niso uvrščeni drugje (R00-R99) | 0,13              | 0,13 | 0,14 | 0,13 | 0,13 | 0,12 | 0,12 | 0,13 | 0,13 | 0,12 | 0,12 | 0,13 | 0,13 | 0,13 | 0,13 | 0,14 |
| Poškodbe in zastrupitve pri delu (S00-T98)                                                          | 0,41              | 0,40 | 0,42 | 0,43 | 0,43 | 0,38 | 0,36 | 0,36 | 0,34 | 0,30 | 0,31 | 0,29 | 0,29 | 0,25 | 0,22 | 0,23 |
| Poškodbe in zastrupitve izven dela (S00-T98)                                                        | 0,66              | 0,68 | 0,73 | 0,76 | 0,77 | 0,71 | 0,70 | 0,69 | 0,65 | 0,64 | 0,65 | 0,63 | 0,65 | 0,65 | 0,61 | 0,60 |
| Dejavniki, ki vplivajo na zdravstveno stanje in na stik z zdravstveno službo (Z00-Z99)              | 0,14              | 0,14 | 0,16 | 0,16 | 0,16 | 0,15 | 0,15 | 0,15 | 0,16 | 0,16 | 0,16 | 0,15 | 0,17 | 0,17 | 0,16 | 0,18 |
| Nega družinskega člana                                                                              | 0,20              | 0,21 | 0,19 | 0,21 | 0,18 | 0,18 | 0,15 | 0,17 | 0,17 | 0,20 | 0,19 | 0,21 | 0,21 | 0,22 | 0,20 | 0,22 |

### Modeli odsotnosti z dela
Zdravstveni model odsotnost z dela razlaga kot posledico poškodbe ali bolezni. Naraščajoča odsotnost zaradi psiholoških bolezni in slabega zdravja v razvitem svetu je posledica dolgotrajnega in napornega urnika, preobremenjenosti, slabe socialne in organizacijske klime, pomanjkanja sodelovanja in nadzora nad delom.
Model odklonov absentizem pojasnjuje z individualnimi razlikami med posamezniki. Posamezniki, ki so pogosteje odsotni z dela, so precej čustveno nestabilni, agresivni in imajo nizko željo po uspehu.
Teorija umika pojasnjuje, da so dejavniki za odsotnost z delovnega mesta nezadovoljive in neprijetne delovne okoliščine. Na absentizem bistveno bolj vpliva samo nezadovoljstvo z delom kot nezadovoljstvo s sodelavci in nadrejenimi.
Glavna predpostavka ekonomskega modela je, da zaposleni maksimizirajo svojo koristnost glede na ugodnosti, stroške ter omejenost virov, med katere sodita čas in realna plača. Poleg tega predpostavlja, da bodo zaposleni z delovnega mesta odsotni največje možno število plačanih dni, ki so z vidika delodajalca še vedno dopustni in nekaznovani. Po tem modelu so z dela pogosteje odsotni zaposleni, katerim so prosti čas in dejavnosti izven delovnega mesta pomembnejši.
Kulturni model kot vzrok absentizma navaja socialne in normativne vplive družbe na posameznika. Prav tako opredeljuje pojem kulturne odsotnosti, ki predstavlja kombinacijo splošno sprejetih norm, vedenj in predpisov, ki veljajo za določeno delovno skupino (Švab, 2009).

## Obseg in gibanje zdravstvenega absentizma
Ko računamo obseg absentizma, dobimo podatek o njegovem trajanju, ne poznamo pa njegove frekvence. Obseg absentizma izračunamo tako, da število izgubljenih dni v določenem obdobju delimo z zmnožkom povprečnega števila zaposlenih in števila vseh delovnih dni ter rezultat pomnožimo s sto (Blatnik, Marinšek in Tušak, 2016).
Podatki kažejo, da je v obdobju 2005 do 2015 v povprečju prišlo do zmanjšanja zdravstvenega absentizma (NIJZ, 2017). Šprah in Dolenc (2014) pravita, da je zdravstveni absentizem v Sloveniji v primerjavi z drugimi evropskimi državami relativno visok, a se v zadnjih letih zmanjšuje. Navajata pa, da izgorelost in depresija postajata ključni poklicni bolezni 21. Stoletja. Več kot 50% zaposlenih namreč kaže simptome zgodnjih faz izgorelosti, vsaj deseti zaposleni pa doživi skrajno fazo izgorelosti. Dodajata še, da lahko v Evropi pričakujemo povečanje obsega zdravstvenega absentizma tudi na račun spremenjene spolne (večji delež žensk med zaposlenimi), starostne strukture zaposlenih (višanje povprečne starosti zaposlenih) in posledic globalne krize (Šprah in Dolenc, 2014).
Po podatkih NIJZ (2017) gibanje absentizma ni enotno v vseh statističnih slovenskih regijah. Najvišji odstotek bolniškega staleža je bil v letu 2015 zabeležen v Posavski ter Koroški regiji, sledi jima Savinjska regija ter Zasavska na tretjem mestu. Najnižji odstotek bolniškega staleža je bil zabeležen v Gorenjski regiji.
Tabela 1:  Odstotek bolniškega staleža po statističnih regijah od leta 2005 do 2015 (NIJZ, 2017).
|                     | Odstotek BS (%BS) |      |      |      |      |      |      |      |      |      |      |
| Regija              | 2005              | 2006 | 2007 | 2008 | 2009 | 2010 | 2011 | 2012 | 2013 | 2014 | 2015 |
| SLOVENIJA           | 4,7               | 4,2  | 4,4  | 4,3  | 4,2  | 4,1  | 4,0  | 4,2  | 4,1  | 3,8  | 4,0  |
| Pomurska            | 4,1               | 4,0  | 4,3  | 5,1  | 4,9  | 4,7  | 4,6  | 3,7  | 3,6  | 4,3  | 4,1  |
| Podravska           | 4,5               | 4,2  | 4,4  | 4,4  | 4,4  | 4,3  | 4,4  | 5,3  | 4,9  | 4,3  | 4,4  |
| Koroška             | 4,6               | 4,5  | 4,7  | 5,0  | 4,7  | 4,6  | 5,0  | 4,0  | 4,4  | 4,8  | 5,4  |
| Savinjska           | 5,0               | 4,6  | 5,1  | 4,6  | 4,5  | 4,9  | 4,6  | 5,1  | 4,9  | 4,4  | 4,7  |
| Zasavska            | 8,2               | 5,6  | 5,8  | 5,6  | 5,1  | 4,5  | 4,7  | 4,2  | 4,1  | 4,2  | 4,6  |
| Posavska            | 4,4               | 4,3  | 4,6  | 3,7  | 3,8  | 4,2  | 4,5  | 5,3  | 5,5  | 4,9  | 5,4  |
| Jugovzhodna         | 5,1               | 4,5  | 4,9  | 4,4  | 4,4  | 4,4  | 4,5  | 3,9  | 3,9  | 3,9  | 4,0  |
| Osrednjeslovenska   | 4,6               | 3,9  | 3,9  | 3,9  | 3,9  | 3,5  | 3,5  | 3,8  | 3,8  | 3,2  | 3,5  |
| Gorenjska           | 4,3               | 3,9  | 4,0  | 4,0  | 3,6  | 3,7  | 3,4  | 3,2  | 3,1  | 3,0  | 3,2  |
| Prmorsko-notranjska | 5,4               | 4,8  | 5,0  | 5,1  | 4,7  | 5,1  | 5,0  | 4,0  | 4,1  | 4,1  | 4,1  |
| Goriška             | 4,2               | 3,7  | 4,0  | 3,6  | 3,9  | 3,9  | 3,9  | 3,7  | 3,4  | 3,5  | 3,7  |
| Obalno kraška       | 5,2               | 5,0  | 5,4  | 4,6  | 4,3  | 4,5  | 4,7  | 4,5  | 4,2  | 3,8  | 3,7  |

Opazen je tudi trend selitve absentizma iz proizvodnih sektorjev v storitvene dejavnosti in iz gospodarskega v javni sektor (Šprah in Dolenc, 2014).

## Stroški in posledice
Za vsako družbo je zdravstveni absentizem pomemben predvsem zaradi negativnih posledic, do katerih lahko pride tako pri zaposlenih (nižji dohodek, zmanjšanje možnosti napredovanja, nezadovoljstvo v delovnem okolju, zmanjšanje ali izguba delovnih navad in spretnosti), kot pri delodajalcih samih (stroški plačila nadomestil, stroški nadomestnih delavcev, zmanjšanje produktivnosti) ter tudi na ravni narodnega gospodarstva kot celote, ki se kaže v nižjem bruto domačem proizvodu (Vučković, 2010)
V svetu so izgube zaradi absentizma že v letu 1976 ocenjevale na 26 milijard dolarjev (Morgan in Herman; 1976; v Blatnik, Marinšek in Tušak, 2016), sedaj znašajo 74 milijard dolarjev samo za ZDA, V Sloveniji  pa trenutno predstavljajo 6% družbenega bruto proizvoda (Blatnik, Marinšek in Tušak, 2016).

### Za zaposlene
Obdobje bolezni je za zaposlene neprijetno zaradi soočanja s trpljenjem in bolečino. Poleg slabšega počutja so prikrajšani tudi finančno, saj je ob odsotnosti zmanjšan njihov redni mesečni dohodek. V času bolezni se dodatno povečajo tudi stroški za storitve in opremo, ki jim pomaga, da hitreje ozdravijo (samoplačniške obravnave v zdravstvu, zdravila, ki niso na recept, okrevanje v zdravilišču, alternativna medicina idr.). Ob morebitni daljši odsotnosti jim lahko grozi celo izguba delovnega mesta, zaostreni odnosi s sodelavci in nadrejenimi ter izguba delovnih navad in slabša samopodoba. Možna je tudi zaostritev družinskih odnosov, saj bolan človek zahteva od ostalih družinskih članov veliko pozornosti in dodatnega dela. Za delavca je torej pomembno zdravje ter občutek, da je v okolju potreben in zaželen (Blatnik, Marinšek in Tušak, 2016).

### Za organizacijo in prisotne zaposlene
Absentizem na organizacijo vpliva negativno. Povzroča izpade dela, ki so nepredvideni ter zahteva dodatno organizacijo za reševanje zastalega dela. Poleg tega je podjetje obremenjeno z izplačilom bolniškega nadomestila in plačilom delavcev, ki jih je moralo dodatno aktivirati. Absentizem zelo vpliva tudi na medosebne odnose, ki se kažejo kot nezadovoljstvo prisotnih delavcev, saj so ti primorani reševati izpad dela sodelavcev. Vse to podjetju povzroči ekonomsko škodo, zmanjšano proizvodnjo ter njene višje stroške, posledično upadejo prihranki in lahko se zmanjša konkurenčnost na trgu. Za organizacijo je zato pomembno, da ima na delovnem mestu zdrave, zadovoljne in motivirane delavce (Blatnik, Marinšek in Tušak, 2016).

### Za Zavod za zdravstveno zavarovanje Slovenije
Za ZZZS in zavarovalnice je absentizem prav tako neželen pojav, saj iz javnih sredstev izplačujejo denarna nadomestila od 31. dne naprej za čas odsotnosti in zdravniške oskrbe (Blatnik, Marinšek in Tušak, 2016). Problema se ZZZS loteva s sistematičnim spremljanjem področja na nacionalni ravni, rednimi sestanki ter nacionalnimi posveti o tej problematiki po območnih enotah (Vučković, 2010).

### Za narodno gospodarstvo in zaposlene
Za državo in narodno gospodarstvo je absentizem nezaželen zaradi izpada ustvarjenega dohodka in povečanja stroškov za zdravstveno oskrbo ter socialo. Posledično ima narodno gospodarstvo interes, da je stopnja absentizma čim nižja, prav tako tudi stopnja nezmožnosti za delo in odstotek zgodnjega upokojevanja. Za državo je pomembno, da delajo zdravi ljudje v pozno starost ter s tem prispevajo k višjemu bruto domačemu proizvodu (Blatnik, Marinšek in Tušak, 2016). 

## Ukrepi za zmanjševanje absentizma
Model preprečavanja, obvladovanja in zmanjševanja absentizma je sestavljen iz štirih korakov in opredeljuje napotke in usmeritve pri obvladovanju in izboljševanju razmer v delovni organizaciji na področju absentizma. Prvi korak, imenovan “načrtuj/planiraj”, vključuje opis stanja absentizma (npr. stopnja in delež absentizma), opis delovnega procesa, opis in opredelitev osnovnih vzrokov za absentizem ter oblikovanje rešitev in načrtovanje dejavnosti za izboljševanje stanja absentizma. Drugi korak, imenovan “izvrši/naredi/opravi”, vključuje izvajanje oblikovanih rešitev dejavnosti za izboljševanje stanja absentizma. Tretji korak, imenovan “preveri”, predvideva preverjanje in oceno rezultatov izvedbe dejavnosti za izboljševanje absentizma. Četrti korak, imenovan “ukrepaj” pa vključuje razmislek in ukrepe na osnovi rezultatov stanja absentizma (Šab, 2012).
Ker na pogostost absentizma vplivajo številni dejavniki, se možni ukrepi za njegovo zmanjševanje dotikajo skoraj vseh področji naše družbe, in sicer na različnih ravneh. Bilban (1999) navaja štiri možne ravni:
1. Ukrepe na družbeni ravni predstavlja zakonodaja: socialno, zdravstveno, pokojninsko in invalidsko varstvo v državi, izobraževanje, zavarovalniški sistem, ekonomsko stanje, razvojna raven zdravstvene službe, odnos do dela, do bolezni v družbi kot celoti, standardi in vrednote, ki veljajo.
2. Ukrepi na ravni podjetja oz. organizacije so odvisni od gospodarske dejavnosti podjetja, njene politike glede varnosti in zdravja pri delu, organizacije v podjetju in odnosa do bolnih ljudi v bolniškem staležu.
3. Ukrepi na delovnem mestu so odvisni od zahtevane kvalitete dela, delovnih razmer, od odnosov med delavci ter pogojev zavarovanja.
4. Na ravni posameznika so pomembne osebnostne lastnosti, življenjski slog, fizična konstitucija delavca, biološki in psihološki dejavniki, prilagodljivost delavca, predvsem pa starost, spol ter izobrazba.

Za zmanjševanje absentizma  Bilban (1999) predlaga naslednje možne ukrepe:
1. Administrativni ukrepi: ti se izvajajo na vseh ravneh dejavnikov, ki vplivajo na višino bolniškega staleža. Med te vrste ukrepov štejemo obveznost prinašanja zdravniških potrdil za bolniško odsotnost, višino nadomestil, finančne stimulacije za neizkoriščanje bolniškega staleža, zaposlovanje kontrolorjev ter disciplinske ukrepe.
2. Preventivni ukrepi: se nanašajo na posamezne delavce in posamezna delovna mesta, lahko pa se načrtujejo tudi na ravni države, to je kot promocija zdravja. Sem torej uvrščamo ergonomske ukrepe, organizacijo dela, aktivni odmor, programirano rekreacijo, vzgojo, izobraževanje, ukrepe varstva in varnosti pri delu, informiranje delavcev o morebitnih nevarnostih, vodenje evidenc in nadzor nad spoštovanjem predpisov o varstvu pri delu.
3. Ukrepi reintegracije posameznika ob vrnitvi iz bolniškega staleža, npr. poklicno rehabilitacijo in prilagajanje delovnih razmer posamezniku.
4. Motivacija za delo: o njej govorimo, kadar zaposleni čutijo delodajalčev interes za zagotovitev ugodnih razmer za delo ter delodajalčev interes pri vzbujanju občutka delavčeve pomembnosti za delovanje in razvoj celotne organizacije. Motivacija navaja človeka k aktivnosti in aktivnost tudi usmerja, daje intenziteto in določa njeno trajanje. Lahko jo opišemo tudi kot duševno moč delavca, ki določa njegovo obnašanje v organizaciji in kot višino vloženih naporov in raven vztrajanja pri odstranjevanju morebiti nastalih ovir.

Kožar (1995) predlaga naslednje ukrepe:
1. Trda varianta: pomeni uporabo poostrene kontrole bolniške odsotnosti, grožnje z odpustom, prerazporeditve na težje in slabše plačano delovno mesto. Ti ukrepi sicer dajejo neke rezultate, ki pa trajajo kratek čas. Z naštetimi represivnimi metodami delodajalec tvega še večjo odtujenost zaposlenih. Pogosto se tudi zgodi, da se po upadu pozornosti problemi vrnejo, včasih celo v hujši pojavni obliki.
2. Mehka varianta: pomeni celostni pristop, saj posega v celotno funkcioniranje organizacije. Ta varianta pomeni spremembo organizacije, nagrajevanje in napredovanje, mobilizacijo delavcev in vlaganje izrednih naporov v izobraževanje. Ta varianta je zagotovo dražja in težja, rezultati se kažejo počasneje. Spremembe prinesejo večjo mobilnost in pripadnost podjetju, izboljšujejo socialno klimo in s tem povečujejo storilnost ter prispevajo k manjši odsotnosti z dela.
3. Animacija in izobraževanje: kadar želimo doseči spremembe na področju absentizma, moramo pričeti s spreminjanjem stališč, navad, motivacije za delo, kot tudi socialni položaj delavcev, pri tem pa si lahko delodajalec pomaga z izobraževanjem.
4. Stimulativno nagrajevanje: delodajalec lahko vpliva na dvig storilnosti in kakovosti tako, da zastavi jasne cilje, ki jim bo sledilo povečanje dohodka. Govorimo o dodatku in ne o plači, ki je vezan na proizvodnjo in se izplačuje le, če so delavci na delu. Dodatek predstavlja zadoščenje delavcu, ki je opravljal delo namesto drugih odsotnih zaposlenih.
5. Napredovanje: je eden od pomembnih motivacijskih dejavnikov za zaposlene. Začne se s strokovnim izpopolnjevanjem. To potrebo je zaznati na vseh hierarhičnih ravneh, ne glede na položaj delavca ali njegovo prejšnjo izobrazbo. Delodajalec lahko na ta način vpeljuje nova znanja v podjetje in dosega spremembo stališč, hkrati pa daje zaposlenim občutek pomembnosti.
6. Razgovor z delavci: delodajalec lahko s pomočjo razgovora spozna težave ali stiske zaposlenih in jim ponudi možnost pomoči. Takšni razgovori so koristni za delodajalca in zaposlene. Opozoriti je potrebno na nevarnost, da se sprevržejo v šikaniranje, zato je pomembno, da so vodje kakovostno izobraženi.
7. Kontrola bolniške odsotnosti: delodajalec skoraj nima možnosti nadziranja poteka zdravljenja svojega delavca in morebiti negiranja bolniškega lista. Nekatere organizacije pa posegajo po možnosti dokazovanja delavcu zlorabe bolniškega staleža, čeprav so učinki tega početja sporni. Vprašljiva je predvsem pravnomočnost takšnih sodb, kajti ni nujno, da delodajalci korektno izpeljejo ves postopek in dosežejo prekinitev delovnega razmerja. Ima pa delodajalec možnost vložiti zahtevo, da komisija preveri utemeljenost bolniškega staleža tudi že pred pretečenimi tridesetimi dnevi, ko zdravnik svojega pacienta mora predstaviti zdravniški komisiji.
8. Dopusti: zaposleni velikokrat odhajajo na bolniško, ker jim nadrejeni ne odobrijo dopusta, ko le-ti zaprosijo zanj. Ta trend je opaziti predvsem pri mlajših zaposlenih, ki jim kolektivna pogodba določa manj dopusta. V razvitem svetu razmišljajo dogovorih s sindikatom, da bi mlajšim zaposlenim omogočili podaljšanje delovnika, saj bi s tem zaposleni pridobili nekaj več dni dopusta.
9. Vodenje: pri procesu upravljanja in vodenja mora vodja poznati in po potrebi prilagoditi stil vodenja, vzdušje v organizaciji ter motivacijo za delo.

Blatnik, Marinšek in Tušak (2016) so predstavili ukrepe, ki so usmerjeni v zmanjševanje absentizma in obvladovanje stresa na delovnem mestu in kažejo primere dobrih praks v organizacijah. Usmerili so se predvsem na ukrepe, ki zajemajo fizično in psihično pripravljenost zaposlenih. Ukrepe so razdelili v 4 kategorije: 
1. Promocija zdravja na delovnem mestu in programi, usmerjeni na fizično vadbo
2. Ukrepi relaksacijskih tehnik
3. Organizacijski ukrepi, ki so usmerjeni na prestrukturiranje timov in pridobivanje povratne informacije od zaposlenih,
4. Kognitivni ukrepi, ki so usmerjeni na prestrukturiranje iracionalnih prepričanj.

### 1.    Promocija zdravja in programi, usmerjeni na fizično vadbo
Osebje, ki nadzira delo zaposlenih, mora biti pozorno na njihovo zdravstveno stanje. Slabo zdravstveno stanje lahko namreč napoveduje odsotnost z delovnega mesta zaradi bolezni. Posebej se to kaže pri novozaposlenih. Kot najuporabnejši so se pokazali programi za fizično vadbo ter tudi kognitivni programi za zaščito zaposlenih pred negativnimi učinki v psihološko visoko zahtevnih službah (Van Rhenen, Blonk, Schaufeli in Van Dijk, 2007; v Blatnik, Marinšek in Tušak, 2016). Različne raziskave so pokazale velik pomen redne fizične vadbe za zmanjševanje stresa, negativnih emocij, povečanje produktivnosti, znižanje absentizma idr. (Gerber, Lindwall, Lindegard, Börjsson in Jonsdottir, 2013; Hassmen, Koivula in Uutela, 2000; Holtermann idr., 2010; Lechner, de Vries, Adriaansen in Drabbels, 1997; v Blatnik, Marinšek in Tušak, 2016).

### 2.    Relaksacijske tehnike
Novejši ukrepi v organizacijah, ki se posvečajo zmanjšanju stresa in izboljšanju psihološkega počutja zaposlenih, združujejo programe, pri katerih je fizična vadba združena s tehnikami relaksacije. Van Rhenen, Blonk, Van der Klink, Van Dijk in Scheufeli (2005; v Blatnik, Marinšek in Tušak 2016) so ugotovili, da imajo ti ukrepi pozitiven vpliv na zmanjšanje stresa, izgorelosti in utrujenosti. Po kratkotrajni in dolgotrajni aplikaciji fizične vadbe, v kombinaciji s tehnikami relaksacije, se je kar 50% udeležencev vrnilo na normalni nivo psihološkega funkcioniranja, kar je klinično pomemben pokazatelj učinkovitosti ukrepa. Po Hirokawi in drugih (2012; v Blatnik, Marinšek in Tušak, 2016) je zaželeno, da se v organizacijah izvajajo krajši antistresni ukrepi, saj imajo zaposleni omejen čas za udeležbo zaradi službenih obveznosti.

### 3.    Organizacijski ukrepi in prestrukturiranja ter povratna informacija
Ukrep prestrukturiranja tima je organizacijski ukrep, ki velja za enega najbolj učinkovitih psiholoških ukrepov (Cifre, Salanova in Rodrigues-Sanches, 2011; v Blatnik, Marinšek in Tušak, 2016), ki se uporabljajo za izboljšanje psihološke klime v podjetjih. Hkrati je ukrep lahko učinkovit za zmanjševanje absentizma v organizaciji.

### 4.    Kognitivno prestrukturiranje
Van Rhenen in sodelavci (2005; v Blatnik, Marinšek in Tušak, 2016) so uporabili kognitivno prestrukturiranje v organizaciji, ki je bilo namenjeno prestrukturiranju iracionalnih prepričanj. Namen prvega srečanja je bila edukacija. Termin stres so pojasnili kot opis znakov in kot bistvo pritožb. Le-te so bile postavljene v delovne okvire. Posameznikom so predstavili specifične tehnike spoprijemanja, npr. osredotočanje na problem in iskanje socialne podpore. Udeleženci so za domačo nalogo naredili listo stresorjev. Drugo srečanje je bilo usmerjeno na diskusijo o listi stresorjev. Udeleženci so za domačo nalogo prebrali znanstveno knjigo o racionalno emocionalni terapiji (Ellis in Grieger, 1986; v Blatnik, Marinšek in Tušak, 2016). Racionalno emocionalna terapija je bila tema tretje seanse, in sicer nevarnost iracionalnih prepričanj in prilagajanje racionalnemu razmišljanju. Udeleženci so se seznanili s temi veščinami. Na četrtem in petem srečanju so naredili še pregled veščin in svetovanje za prevencijo ponovnega pojava iracionalnih prepričanj. Psihoterapevtski ukrep je uspešen za odstranjevanje psiholoških problemov, izgorelosti in utrujenosti (Van Rhenen idr., 2005; v Blatnik, Marinšek in Tušak, 2016). Kognitivno prestrukturiranje je poleg tega dobro še za povečanje zadovoljstva zaposlenih in zmanjšanje stresa, kar pa posledično vpliva na zmanjšanje absentizma v organizaciji.

## Primeri dobrih praks v organizacijah
Nekatera podjetja so se zmanjševanja absentizma ter obvladovanja stresa lotila z vpeljavo različnih projektov. Primer je uvajanje programa wellness, ki ga v ZDA izvaja  49% podjetij, v zadnjih letih naj bi številka narasla na kar 66%. Zavedajo se namreč, kako pomembni so zaposleni, zato program vgrajujejo v organizacijsko kulturo podjetij. Programe izvajajo na različne načine, pogosto na podlagi ocene zdravstvenega stanja zaposlenih. Ključni ukrepi so izvedba telesne vadbe v podjetju ali zunaj njega, udeležba na raznih motivacijskih delavnicah, udeležba na delavnicah sproščanja, spodbujanje zdrave prehrane v restavracijah v okviru podjetja, programi za zmanjšanje prevelikega indeksa telesne teže ipd. (Blatnik, Marinšek in Tušak, 2016).

### V tujini
1. Nizozemsko podjetje AGIS Zorgverzekeringen je za podporo in ohranjanje fizičnega zdravja postavilo dolgoročen program, ki med drugim predvideva vzpostavitev zdravega življenjskega sloga. Za duševno zdravje so razvili ''Health Behaviour Model''. S tem modelom so identificirali psihološke težave zaposlenih, izboljšali njihovo duševno stanje in pospešili njihovo vrnitev na delo. Ukrepi so osredotočeni na programe gibanja, coachinga in usposabljanja. Na spletni strani imajo na voljo informacije o dogodkih, ki se navezujejo na duševno zdravje. Po potrebi in za dodatna vprašanja imajo zaposleni na voljo govorilne ure. Zaposlenim letno ponudijo tudi katalog z razpoložljivimi ponudbami oziroma dejavnostmi, ki omogočajo skrb za zdravje. Podjetje navaja, da naj bi v zadnjih desetih letih v podjetju absentizem padel z 9% na 2,5%. Poleg tega so tudi povečali produktivnost, sposobnost za delo in dobro počutje zaposlenih (Blatnik, Marinšek in Tušak, 2016).
2. Podjetje Dow Benelux B. V. je za zgodnjo identifikacijo stresa in načrtovanje ukrepov za njegovo zmanjševanje izdelalo vprašalnik, ki pokriva štiri dimenzije delovnega okolja, in sicer splošne karakteristike dela, delovni odnosi ter komunikacija, psihološki vidiki in utrujenost. Zaposleni, ki na vprašalniku zberejo nizko število točk, dobijo napotilo k zdravniku v podjetju. Ponudijo jim tudi pomoč pri stresu, ki ni povezan z delom, v splošnem pa je poudarek na preventivi obremenitev, ki so povezane z delom. Vsak zaposlen, ki dela v izmenah, ima na voljo redno medicinsko obravnavo. Organizirane imajo tudi delavnice, na katerih govorijo o specifičnih težavah različnih oddelkov. Enkrat letno se vsak oddelek udeleži seje tovarniškega sveta, kjer poroča o načrtovanih ukrepih glede na vprašalnik. S programom so absenzitem zmanjšali na 3 do 4% (Blatnik, Marinšek in Tušak, 2016).

### V Sloveniji
1. V podjetju Krka so vpeljali projekt ''Medsebojni odnosi in bolniška odsotnost''. S spremenjenimi odnosi v delovni sredini so vplivali na bolniško odsotnost, ker so menili, da je le-ta najboljša rešitev za zaposlenega. Na učnih delavnicah so predstavili drugačen pristop in pomen medsebojnih odnosov v delovni sredini. Drug pomembna aktivnost je bila povezati vse strokovne službe, ki skupaj z vodji posameznih sektorjev obravnavajo in rešujejo zdravstveno ter invalidsko problematiko. Absentizem so v šestih letih zmanjšali s 6,4 na 4,5 odstotka.
2. V podjetju Fructal so za zmanjšanje bolniške odsotnosti izvajali več preventivnih ukrepov: ukrepi za izboljšanje delovnih pogojev, izboljšanje delovne klime, nagrajevali so prisotnost zaposlenih na delovnem mestu ipd. Poleg tega so uporabili tudi ukrep kontrole bolniške odsotnosti, pri tem bolj usmerili k obiskom odsotnih sodelavcev na domu. Aktivno so vzpostavili tudi kontakt z ambulantami in osebnimi zdravniki odsotnih delavcev ter dispanzerji medicine dela. Pozornost so namenili tudi pripravi informativnih predavanj. Izvajali so še preventivne akcije cepljenja, preglede dojk ipd. Določili so ekipo za spremljanje odsotnosti, uvedli so sistem sporočanja odsotnosti in razgovore z nadrejenimi, ko se je delavec vrnil na delo. Da bi preprečili veriženje bolniškega dopusta, so uvedli ukrep, s katerim zaposleni po zaključenem bolniškem dopustu deset dni ne dobi dopusta. Le v izrednih primerih mu ga lahko odobri direktor področja. Z uporabo navedenih ukrepov so v petih letih zmanjšali odsotnost s 6,29 na 4,42% (Blatnik, Marinšek in Tušak, 2016).